# Darja Starostina
Darja Jurjewna Starostina (kasachisch Дарья Юрьевна Старостина, * 19. Oktober 1982 in Zelinograd) ist eine ehemalige kasachische Skilangläuferin.

## Werdegang
Starostina, die für den ZSKA Almaty startete, trat international erstmals bei den Winter-Asienspielen 1999 in Gangwon in Erscheinung. Dort errang sie den 13. Platz über 5 km klassisch. Bei den folgenden nordischen Skiweltmeisterschaften 1999 in Ramsau am Dachstein lief sie auf den 68. Platz über 5 km klassisch und auf den 55. Rang in der Verfolgung. Im folgenden Jahr kam sie bei den Junioren-Skiweltmeisterschaften in Štrbské Pleso auf den 61. Platz über 5 km Freistil und den 54. Rang im Sprint. Bei der Winter-Universiade 2001 in Zakopane belegte sie den 43. Platz über 5 km Freistil, den 33. Rang über 5 km klassisch und den 28. Platz über 15 km Freistil. In der Saison 2001/02 lief sie bei den Junioren-Skiweltmeisterschaften 2002 in Schonach im Schwarzwald auf den 20. Platz über 5 km Freistil und auf den zehnten Rang im 15-km-Massenstartrennen und bei den Olympischen Winterspielen 2002 in Salt Lake City auf den 53. Platz im Sprint und auf den 45. Rang im 15-km-Massenstartrennen. Nach Platz drei in der Saison 2002/03 mit der Staffel bei der Winter-Universiade 2003 in Tarvisio, wurde sie bei den Winter-Asienspielen 2003 in der Präfektur Aomori Vierte über 10 km Freistil und gewann zudem die Goldmedaille mit der Staffel. Beim Saisonhöhepunkt, den nordischen Skiweltmeisterschaften 2003 im Val di Fiemme, belegte sie den 52. Platz im Skiathlon, den 47. Rang im Sprint und den 24. Platz über 30 km Freistil. Im Dezember 2003 holte sie in Toblach mit dem 30. Platz im 15-km-Massenstartrennen ihren einzigen Weltcuppunkt. In der Saison 2004/05 lief sie bei der Winter-Universiade 2005 in Seefeld in Tirol auf den 23. Platz im Sprint, auf den 12. Rang über 5 km Freistil und auf den 11. Platz im 15-km-Massenstartrennen und bei den nordischen Skiweltmeisterschaften 2005 in Oberstdorf auf den 43. Platz über 10 km Freistil. Ihr letztes internationales Rennen absolvierte sie bei den Olympischen Winterspielen 2006 in Turin. Dort errang sie den 60. Platz im Sprint. Ihr Bruder Mark Starostin war ebenfalls als Skilangläufer aktiv.

## Teilnahmen an Weltmeisterschaften und Olympischen Winterspielen

### Olympische Winterspiele
- 2002 Salt Lake City: 45. Platz 15 km Freistil Massenstart, 53. Platz Sprint Freistil
- 2006 Turin: 60. Platz Sprint Freistil

### Nordische Skiweltmeisterschaften
- 1999 Ramsau: 55. Platz 10 km Verfolgung, 68. Platz 5 km klassisch
- 2003 Val di Fiemme: 24. Platz 30 km Freistil, 47. Platz Sprint Freistil, 52. Platz 10 km Skiathlon
- 2005 Oberstdorf: 43. Platz 10 km Freistil